# نقع الجلد
نقع الجلد أو تعطين الجلد هو لين الجلد وتفتته نتيجة التعرض الطويل للرطوبة. وقد وصفه لأول مرة جان مارتن شاركو عام 1877.
ويحدث النقع بسبب بقاء كميات زائدة من السوائل على اتصال بالجلد أو سطح الجرح لفترات طويلة.

## نقع الجلد بسبب الضمادة

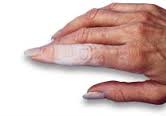
نقع الجلد بسبب الضمادة.

غالبًا ما يحدث النقع مع وضع ضمادة على الجرح، بغض النظر عن خفته أو شدته، خاصةً إذا كانت الضمادة تمنع الماء من التبخر من سطح الجلد. يحدث هذا لأن الجلد الموجود تحت الضمادة يصبح رطبًا بسبب التعرق أو البول أو سوائل الجسم الأخرى أو ملامسة السوائل الأخرى. تسمى الرطوبة الزائدة أحيانًا فرط الترطيب.
قد يلاحظ المرء أيضًا النقع بعد ارتداء قفازات بلاستيكية أو مطاطية غير قابلة للتنفس، والتي تحبس الرطوبة على الجلد.
التجاعيد هي أول علامة على فرط ترطيب الجلد.  بالإضافة إلى ذلك، يصبح الجلد المنقوع ناعمًا للغاية ويأخذ مظهرًا أبيض اللون. مع ذلك، لا ينبغي الخلط بين هذا الجلد الأبيض والمظهر الشاحب الأبيض للأنسجة الظهارية الجديدة في الجرح الملتئم.
على الرغم من أن معظم النقع يختفي بسرعة بمجرد تعرض الجلد للهواء النقي والسماح له بالجفاف، إلا أن الجلد الذي يتعرض لفترات طويلة من النقع يكون أحيانًا عرضة للإصابة بالفطريات والبكتيريا. نظرًا لأن الكائنات الحية الانتهازية تؤثر على المنطقة، فقد تصبح مثيرة للحكة أو تنبعث منها رائحة كريهة.